# Jocome
Jocome.- Ratoborno pleme američkih Indijanaca nastanjeno u 17. i 18. stoljeću u Chihuahui u Meksiku, sjeverno od Casas Grandes. Kulturno bijahu srodni Apačima, nomadski lovci i sakupljači. Njihova jezična pripadnost Athapaskanskoj porodici možda je upitna, premda se gotovo redovito uz Jano i Toboso Indijance klasificiraju istoj skupini kao Apači. Orozco y Berra ih klasificira u Faraon Apače
Jocome i Jano, srodnici Apača, s istima bijahu i u savezu što je bio usmjeren protiv Ópata Indijanaca. Ovi Ópate pak držahu u svojim rukama riječne doline središnje Sonore i imali su na svojoj strani Španjolce i Pima Indijance, neprijatelje Tobosa i Apača. Mir između Španjolaca s jedne strane, i Indijanaca Jano i Jocome s druge, potpisan je tek 1704. nakon mnogih ratova i čarki u 17 stoljeću. Godine 1717. ponovno je osnovana je misija Nuestra Señora de la Soledad de Janos na kojoj su se okupili ostaci Jano i Jocome Indijanaca. Ovdje su uskoro ili hispanizirani ili dijelom apsorbirani od Chiricahua Apača. 

## Vanjske poveznice
- Jano and Jocome: Canutillo Complex